# Otane
Otane, grec Ὀτάνης, est un des sept seigneurs persans qui renversèrent le mage Smerdis. Ce fut lui qui découvrit la fourberie de l'usurpateur. Darius Ier lui donna le gouvernement de l'Asie Mineure.

## Sources
- Hérodote, Histoires, V, 25-27. 102-123.

Cet article comprend des extraits du Dictionnaire Bouillet. Il est possible de supprimer cette indication, si le texte reflète le savoir actuel sur ce thème, si les sources sont citées, s'il satisfait aux exigences linguistiques actuelles et s'il ne contient pas de propos qui vont à l'encontre des règles de neutralité de Wikipédia.